# Christian Richardt

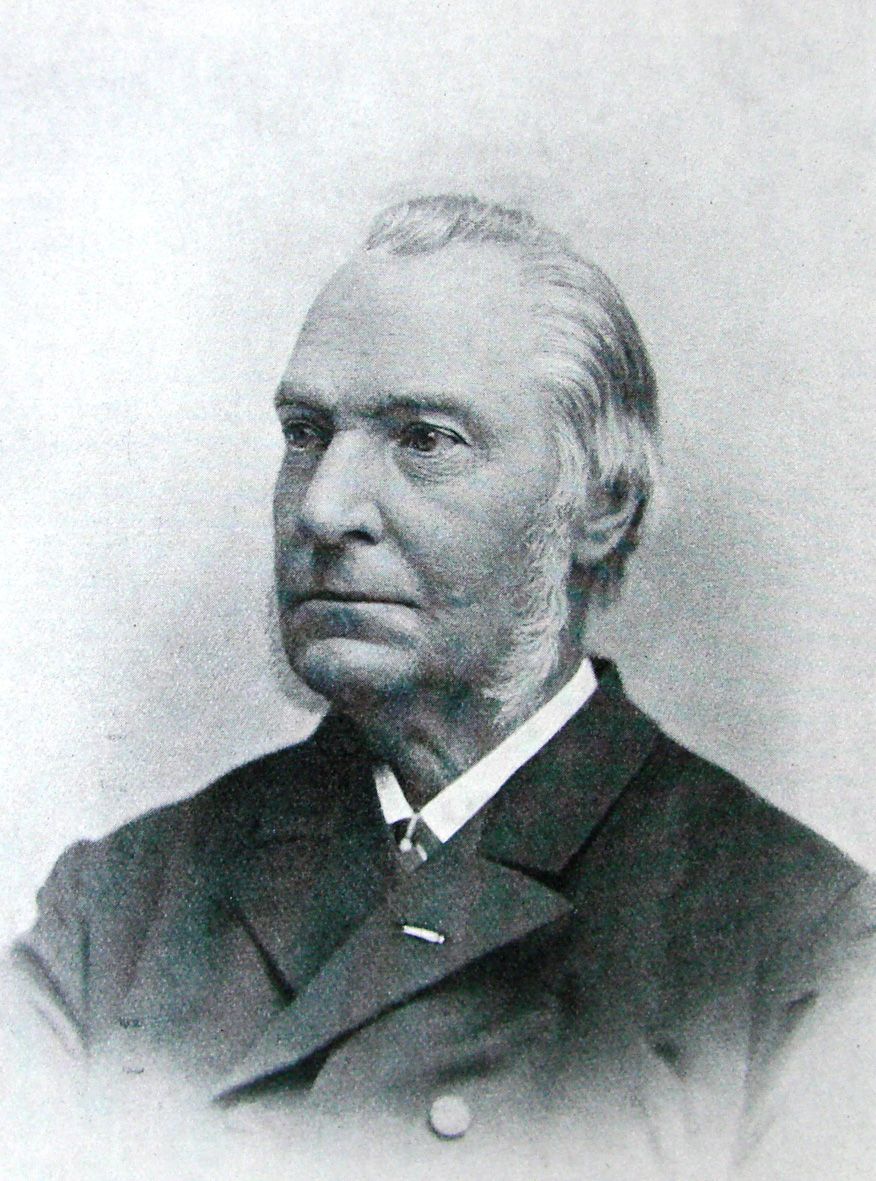
Christian Richardt

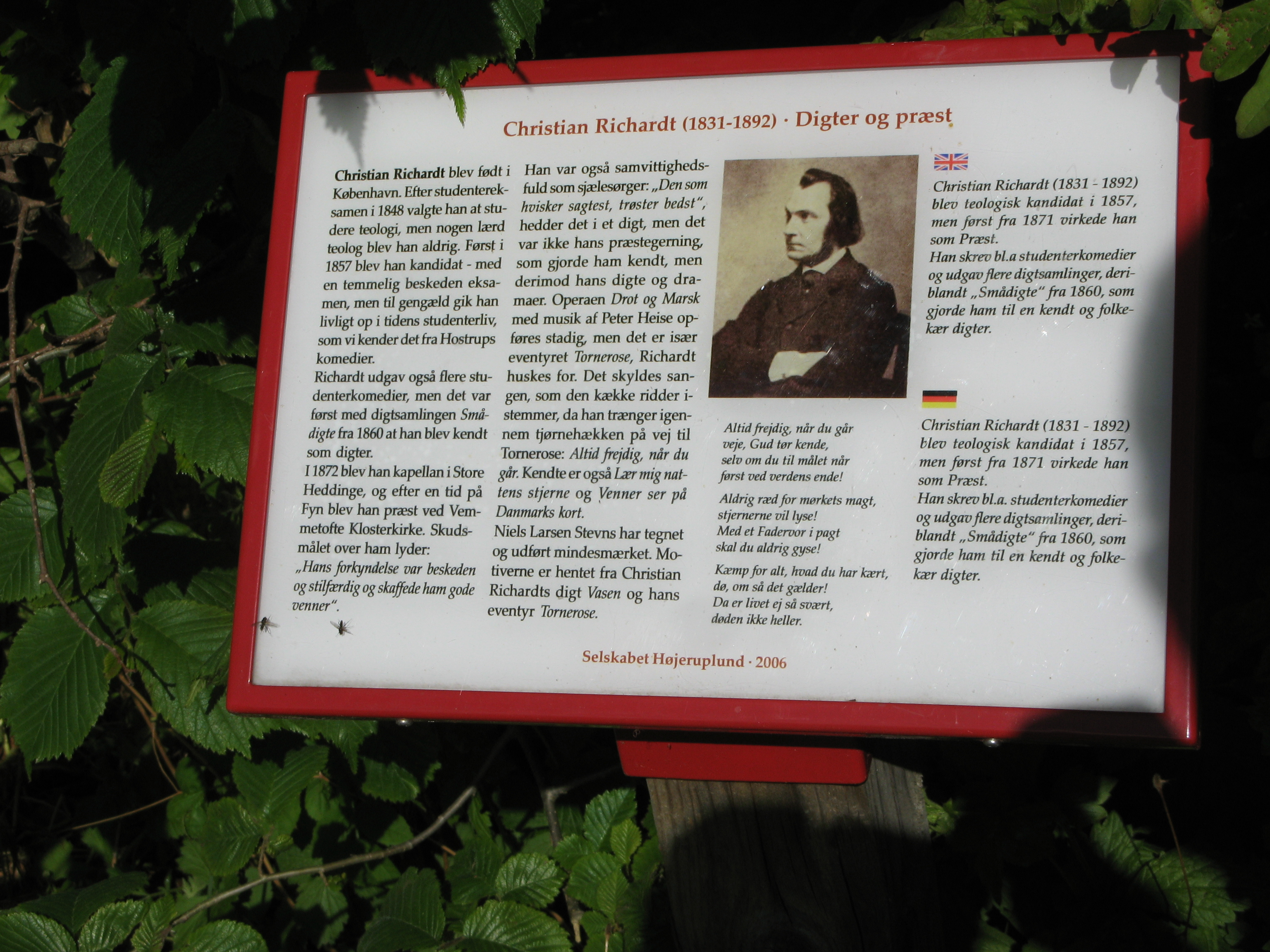
Gedenktafel in Højerup bei Store Heddinge an der alten Kirche

Christian Ernst Richardt (* 25. Mai 1831 in Kopenhagen; † 18. Dezember 1892) war ein dänischer Autor und Pastor.
Er studierte von 1848 bis 1857 Theologie. Von 1866 bis 1871 war er Schulleiter in Tune und danach Pastor in Store Heddinge, Ørsted und Vemmetofte.
Richardt schrieb Lieder und Gedichte und auch das Libretto zur Oper König und Marschall von Peter Heise.